# مرله ویرما
مرله ویرما (استونیایی: Merle Viirmaa؛ زادهٔ ۱۵ ژوئن ۱۹۷۴) ورزشکار ورزش دوگانه اهل استونی بود.